# Polo Morín
Leopoldo Morín Garza, mais conhecido como Polo Morín (Celaya, 3 de novembro de 1990), é um ator e modelo mexicano.

## Vida
Polo Morín estudou carreira internacional faculdade de Negócios. Ele fala várias línguas (inglês, francês, português, espanhol e um pouco de mandarim).

## Carreira
Aos 16 anos viajou para a Cidade do México. Começou a gravar comercias para diversos catálogos de roupas e sapatos.
Na televisão trabalhou em alguns capítulos de La rosa de Guadalupe em 2011 e também participou de Como dice el dicho em 2013. No mesmo ano interpretou Eric López-Haro na série Gossip Girl Acapulco da Televisa.
Em 2014 realiza o papel de Fernando Lascurain Diez na telenovela Mi corazón es tuyo, produzida por Juan Osorio para Televisa.
Em 2016 participa de Sueño de amor, interpretando Pedro Carmona.
Em 2017 interpreta Jordi, em El bienamado.
Em 2018, se junta ao elenco de Tenías que ser tú onde interpreta Bruno.

## Vida pessoal
Em dezembro de 2016, Polo tornou sua homossexualidade pública no Facebook depois que sua conta naquela rede social foi hackeada, postando fotos comprometedoras dele com outro homem. A pessoa com quem Morín estava nessas fotos foi identificada como o ator, Lambda García. Após as publicações, Polo confirmou que essas eram reais e que tinha um relacionamento com Lambda García. Polo Morín também esclareceu porque não havia falado sobre sua sexualidade antes, dizendo:
"Isso nunca foi sobre esconder coisas de vocês. Existem partes da minha vida pessoal que, eu acho que o que é chamado de vida pessoal, deve ser mantido pessoal. Então, eu queria manter assim".
Em junho de 2019, Polo Morín confirmou que ele e Lambda García haviam terminado seu relacionamento.

## Filmografia

### Trabalhos na televisão
| Ano       | Título                | Personagem                                                      |
| --------- | --------------------- | --------------------------------------------------------------- |
| 2010-2011 | La rosa de Guadalupe  | Osvaldo / Fabián                                                |
| 2012      | Último año            | Nicolás "Nico" Montes                                           |
| 2013      | Como dice el dicho    |                                                                 |
| 2013      | Gossip Girl Acapulco  | Eric López-Haro                                                 |
| 2014-2015 | Mi corazón es tuyo    | Fernando "Nando" Lascuráin Diez                                 |
| 2016      | Sueño de amor         | Pedro Carmona Guerrero                                          |
| 2017      | El Bienamado          | Jordi de Ovando Neri                                            |
| 2018      | Tenías que ser tú     | Bruno Fernández Moscona                                         |
| 2018      | Sin miedo a la verdad | Javier                                                          |
| 2019      | La reina soy yo       | Erick Cruz Montoya / Carlos Cruz Martínez "Charly Flow" (jovem) |

### Cinema
| Ano  | Filmes                  | Personagem |
| ---- | ----------------------- | ---------- |
| 2020 | Sobre Tus Huellas       | Matías     |
| 2018 | Escuela para seductores | Juan       |
| 2014 | Fragmented              | Camarero   |

## Prêmios

### Premios Bravo
| Ano  | Categoria | Telenovela           | Resultado |
| ---- | --------- | -------------------- | --------- |
| 2012 | Atuação   | La rosa de Guadalupe | Venceu    |

### Premios Kids' Choice Awards
| Ano  | Categoria            | Telenovela         | Resultado |
| ---- | -------------------- | ------------------ | --------- |
| 2015 | Melhor Ator Favorito | Mi corazón es tuyo | Venceu    |

### Premios TVyNovelas
| Ano  | Categoria           | Telenovela        | Resultado |
| ---- | ------------------- | ----------------- | --------- |
| 2019 | Melhor Ator Juvenil | Tenías que ser tú | Indicado  |
| 2017 | Melhor Ator Juvenil | Sueño de amor     | Venceu    |